# Killswitch (вымышленная игра)
Killswitch — городская легенда (крипипаста), о якобы существующей компьютерной игре в жанре point and click выпущенной вымышленной компанией Karvina.

## Содержание легенды
По легенде игра Killswitch стала одной из первых игр в жанре хоррор и была выпущена ещё задолго до Silent Hill — в 1989 году. Особенностью этой игры была невозможность пройти её повторно, а также скопировать или передать кому-то, так как игра имела способность самоудаляться без возможности восстановления.
Неизвестная компания «Karvina» (в некоторых источниках утверждается, что она находилась в СССР) выпустила 5000 копий игры, после чего выпуск игры прекратился.
По сюжету игрок управляет девушкой по имени Порто, которая проснулась в шахте и пытается оттуда выйти. Перед началом игры игроку предлагается возможность выбрать одного из двух персонажей: сама Порто и призрак Гаст. В зависимости от выбранного персонажа менялся геймплей. Прохождение за Порто напоминало классический Point and click с головоломками, по геймплею похожий на Myst и King’s Quest. Был доступ к игровому инвентарю, куда попадали разные предметы для взаимодействия с миром. Персонаж также обладал способностью увеличиваться и уменьшаться, в зависимости от локаций, которые игрок не мог контролировать. Геймплей за призрака Гаста был очень сложным, так как персонаж для игрока был невидим. Гаст мог атаковать врагов огненным дыханием, которое поначалу помогало хоть как-то видеть положение персонажа в пространстве, но когда показатель маны иссякал, это становилось невозможным.
Игроки предпочитали брать Порто. Главной её задачей было восстановить свою память, узнать, что произошло в шахте, и выбраться из неё. По мере прохождения сюжета нужно решать сложные головоломки. По ходу сюжета Порто узнаёт, что в шахте произошло ЧП — руководство начало подделывать документы, чтобы скрыть низкую производительность работы. Также, в шахте производились пытки и издевательства со стороны начальства в отношении рабочих, так как те отказывались работать. При этом все сцены пыток показывались игроку. В одних источниках утверждается, что это были детальные изображения, в других — что они были размыты. В шахте по мегафону объявили о появлении призраков, которые устроили хаос в шахте, выведя из строя оборудование и механизмы, из-за чего весь персонал погиб. Порто оказалась единственной выжившей в шахте.
Также, по легенде утверждалось, что в 2005 году некий японец по имени Ямомота Рючи купил одну из копий на аукционе за $733 000 и начал выкладывать видео с прохождением игры за Гаста. Однако, сохранилось только одно видео его прохождения, где он плачет на камеру.

## Развенчание
Легенда была развеяна американской писательницей Кэтрин М. Валенте, когда в 2013 году она выпустила книгу The Melancholy of Mechagirl, где рассказала про то, что придумала историю Killswitch.
Игру назвали в честь одноимённого эпизода из сериала «Секретные материалы». Одним из его сценаристов был Уильям Гибсон, он же автор самоуничтожающейся поэмы «Агриппа (Книга мёртвых)». Произведение распространялось на дискете, которую вкладывали в обложку художественного альбома Денниса Эшбо.

## Примечание
1. 1 2  5 самых жутких легенд и мифов об играх. games.mail.ru. Дата обращения: 18 марта 2022. Архивировано 27 апреля 2022 года.
2. ↑  The Story Of Killswitch, The Creepy Game No-One Has Ever Played (англ.). Kotaku Australia (29 июля 2016). Дата обращения: 18 марта 2022. Архивировано 23 марта 2022 года.
3. ↑  История Killswitch: Мистическая игра, в которую никто не играл. PlayGround.ru. Дата обращения: 18 марта 2022.
4. ↑  Призрачный демон Killswitch — Старый Русский Топ. Дата обращения: 18 марта 2022. Архивировано 7 июня 2017 года.